# Indrosari
Indrosari is een bestuurslaag in het regentschap Kebumen van de provincie Midden-Java, Indonesië. Indrosari telt 1020 inwoners (volkstelling 2010).